# Јулин (Илиноис)
Јулин (енгл. Ullin) град је у америчкој савезној држави Илиноис.

## Демографија
По попису из 2010. године број становника је 463, што је 316 (-40,6%) становника мање него 2000. године.
| Група             | 2000.       | 2010.       |
| Белци             | 420 (53,9%) | 313 (67,6%) |
| Афроамериканци    | 248 (31,8%) | 127 (27,4%) |
| Азијати           | 59 (7,6%)   | 2 (0,4%)    |
| Хиспаноамериканци | 46 (5,9%)   | 4 (0,9%)    |
| Укупно            | 779         | 463         |